# Parafia Niepokalanego Poczęcia Najświętszej Maryi Panny w Marzęcinie
Parafia Niepokalanego Poczęcia NMP w Marzęcinie – parafia rzymskokatolicka w diecezji elbląskiej. Erygowana 2 października 1947 roku przez administratora diecezji gdańskiej ks. Andrzeja Wronkę.
Na obszarze parafii leżą miejscowości: Marzęcino, Gozdawa, Kępiny Małe, Nowinki, Orliniec, Osłonka, Powalina, Wężowiec. Tereny parafii znajdują się w gminie Nowy Dwór Gdański, w powiecie nowodworskim, w województwie pomorskim.
Kościół w Marzęcinie został wybudowany w stylu neogotyckim w 1852 roku, jako zbór ewangelicki. W 1947 roku, w wyniku napływu ludności katolickiej, świątynia została zamieniona na kościół rzymskokatolicki. 

## Proboszczowie parafii od 1947 roku
- 1947–1956 – ks. Augustyn Boraczek
- 1956–1968 – ks. Tomasz Trębacz
- 1968–1973 – ks. Józef Mietła
- 1973–1979 – ks. Roman Kłoniecki
- 1979–1980 – ks. Jerzy Kūhnbaum
- 1980–1987 – ks. Henryk Kilaczyński
- 1987–1998 – ks. Mieczysław Adamczyk
- 1998–2013 – ks. Marian Żochowski
- 2013–2020 – ks. kan. Wacław Karawaj
- od 2020 – ks. Arkadiusz Burandt